# Marco Frisina

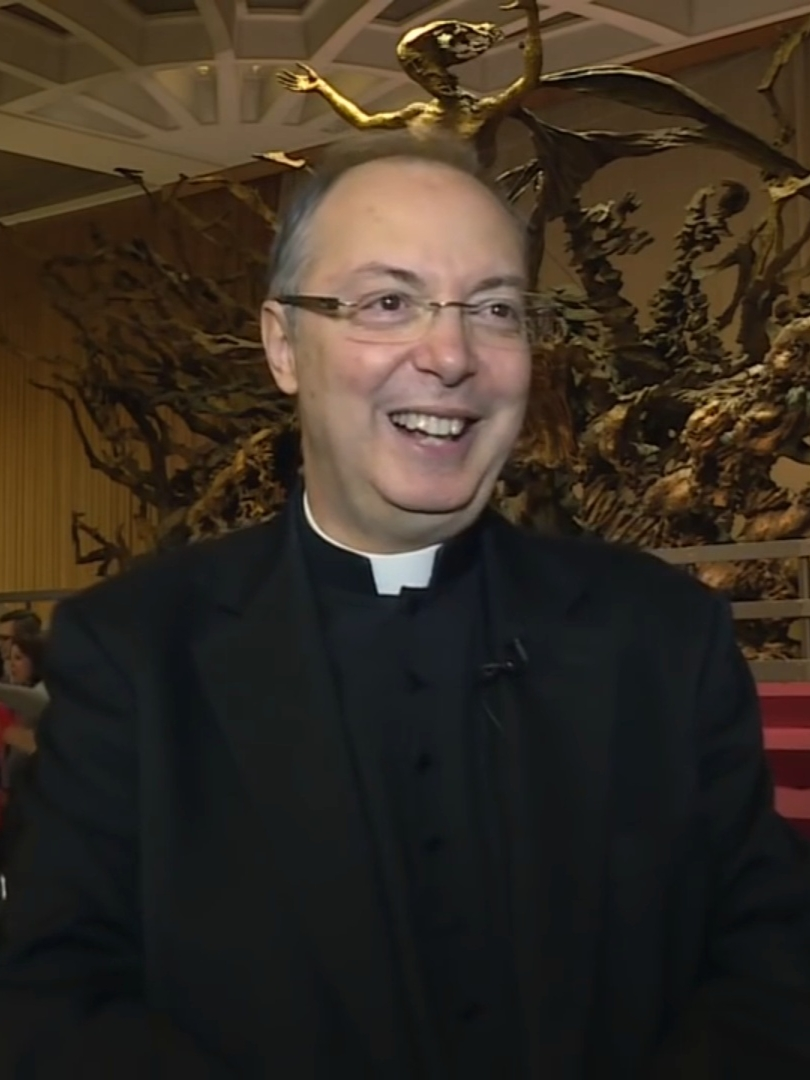
Marco Frisina (2016)

Msgr. Marco Frisina (* 16. Dezember 1954 in Rom) ist ein italienischer Geistlicher, Chorleiter und Komponist von Filmmusiken.

## Leben und Wirken
Frisina war Spätberufener und studierte zunächst Musik an der Accademia Nazionale di Santa Cecilia, an der er im Jahr 1979 seinen Abschluss erlangte. Bereits 1978 begann Frisina Theologie an der Päpstlichen Universität Gregoriana zu studieren. Abgeschlossen wurde das Studium am 24. April 1982 mit seiner Weihe zum römisch-katholischen Priester. Er gilt in Rom als Fachmann für die Heilige Schrift und das Kirchenrecht.
1985 ernannte ihn Papst Johannes Paul II. zum Kapellmeister der Lateranbasilika. In dieser Funktion gründete Frisina Mitte der 1980er Jahre den Coro della diocesi di Roma, einen Chor, in den meist junge Menschen aufgenommen werden und in dem die Liturgie gefördert wird.
1991 trat Radiotelevisione Italiana an Frisina heran und konnte den Priester für ihr engagiertes Fernsehprojekt Die Bibel gewinnen. Von 1993 bis 1997 komponierte Frisina die Musik zu sechs der 10 Spielfilme, die sich mit dem Alten Testament befassen. Unterstützt wurde er dabei vom bekannten Komponisten Ennio Morricone. 1995 wurde er für seine Musik zu Die Bibel – Josef mit dem US-amerikanischen Fernsehpreis Cable Ace Award ausgezeichnet. Auch war Frisina als theologischer Berater am Projekt beteiligt.
Frisina, der seitdem für einige italienische Fernsehfilme komponiert hat, deren zentrales Anliegen die Verbreitung des christlichen Glaubens ist, komponierte zudem auch liturgische Lieder, von denen mehr als 120 in Italien auf CD erhältlich sind. Das bekannteste Lied, das von Marco Frisina stammt, ist „Jesus Christ, You Are My Life“ (Gotteslob 362), das auch bei Weltjugendtagen und internationalen Ministrantenwallfahrten gesungen wird. Gleichzeitig schrieb er für Johannes Paul II., aber auch für dessen Nachfolger Benedikt XVI. einige Oratorien. Im Jahr 2007 komponierte er die Oper „La Divina Commedia“ auf Grundlage des literarischen Meisterwerks von Dante Alighieri.
Marco Frisina ist seit 2003 Dozent an der Päpstlichen Universität vom Heiligen Kreuz und seit 2004 zusätzlich an der Päpstlichen Lateranuniversität.

## Filmografie
- 1993: Die Bibel – Abraham (Abraham)
- 1994: Die Bibel – Jakob (Jacob)
- 1995: Die Bibel – Josef (Joseph)
- 1995: Die Bibel – Moses (Moses)
- 1996: Die Bibel – Samson und Delila (Samson ad Delilah)
- 2000: Joseph von Nazareth (Giuseppe di Nazareth)
- 2000: Maria Magdalena (Maria Maddalena)
- 2001: Judas (Giuda)
- 2001: Thomas (Tommaso)
- 2002: Die Bibel – Die Apokalypse (San Giovanni – L'apocalisse)
- 2002: Ein Leben für den Frieden – Papst Johannes XXIII. (Papa Giovanni – Ioannes XXIII)
- 2005: Papst Johannes Paul II. (Pope John Paul II.)
- 2006: Papa Luciani – Il sorriso di Dio
- 2007: Pompeji